# 138
138 (CXXXVIII na numeração romana) foi um ano comum do século II do Calendário Juliano, da Era de Cristo, a sua letra dominical foi F (52 semanas), teve início e fim numa terça-feira.  Segundo o horóscopo chinês, foi o ano do Tigre.
| Ano completo                       |
| ---------------------------------- |
| Ano comum com início à terça-feira |

## Eventos
- Por morte de Adriano, o seu filho adoptivo Antonino Pio torna-se imperador de Roma.
- A Hispania Ulterior começa a ser governada por Décimo Júnio Bruto Galaico que fortifica a cidade de Olisipo, actual Lisboa, para servir de base a operações militares.

## Mortes
- 10 de Julho - Adriano, imperador romano.